# Bayangang
Bayangang (kinesiska: 巴彦港, 巴彦港镇) är en köping i Kina. Den ligger i provinsen Heilongjiang, i den nordöstra delen av landet, omkring 77 kilometer nordost om provinshuvudstaden Harbin. Antalet invånare är 19 347. Befolkningen består av 9 568 kvinnor och 9 779 män. Barn under 15 år utgör 13,0 %, vuxna 15-64 år 80 %, och äldre över 65 år 6,0 %.
Runt Bayangang är det ganska tätbefolkat, med 144 invånare per kvadratkilometer. Närmaste större samhälle är Bayan, 11,6 km väster om Bayangang. Trakten runt Bayangang består till största delen av jordbruksmark.
Genomsnittlig årsnederbörd är 853 millimeter. Den regnigaste månaden är juli, med i genomsnitt 166 mm nederbörd, och den torraste är januari, med 10 mm nederbörd.